# SK-64-Klasse
Die SK-64-Klasse ist eine Serie von acht Seezeichenkontrollbooten des Projekts 64, die für den Seehydrographischen Dienst der DDR entwickelt und 1968 von der Peene-Werft in Wolgast gebaut wurde. Drei verbesserte Einheiten wurden 1976–1977 von der Elbewerft Boizenburg in Roßlau abgeliefert. Diese Boote haben die gleichen technischen Daten, werden aber als Projekt 601 und SK-76-Klasse bezeichnet.

## Ausstattung
Die Seezeichenkontrollboote dieser Klasse wurden für den Einsatz in den flachen Bodden und Haffs gebaut. Sie unterscheiden sich von den zuvor gebauten Tonnenlegern dadurch, dass die Brückenaufbauten im Vorschiff und das Arbeitsdeck im Achterschiff angeordnet sind. Das Ladegeschirr ist an einer Traverse zwischen den beiden Abgaspfosten befestigt, dazwischen sind auch die Seilwinde und das Schleppgeschirr installiert. Für den Fall der Mobilmachung war auf der Back eine 25-mm-L/70-Doppellafette vorgesehen.
Angetrieben werden die Boote von einem Schiffsdieselmotor des VEB Schwermaschinenbau „Karl Liebknecht“, der auf einen Festpropeller wirkt. Bei einer Antriebsleistung von 425 kW werden eine Geschwindigkeit von 11 kn und ein Pfahlzug von 5 tbp erreicht.

## Einheiten
Alle Boote wurden nach bekannten Bezugspunkten an der Ostseeküste benannt. Die Breitling wurde 1986 in Warnemünde von einem im Sturm losgerissenen Schiffsneubau gerammt und so schwer beschädigt, dass sie abgewrackt werden musste. Die übrigen zehn Einheiten waren bei der Auflösung des Seehydrographischen Dienstes der DDR im aktiven Dienst. Über ihren Verbleib nach 1990 gibt die nachfolgende Tabelle Auskunft.
| Bau-Nr. | Projekt-Nr. | Name                  | Kennungen         | Indienststellung   | Verbleib |
| ------- | ----------- | --------------------- | ----------------- | ------------------ | --- |
| 152     | 64.101      | Gollwitz (ex-Golwitz) | D 25              | 5. August 1968     | • Übernahme durch WSA Stralsund • Verkauf in die Niederlande |
| 157     | 64.102      | Ranzow                | D 36 D 114        | 30. August 1968    | • Verkauf nach Belgien, neuer Name Liberty |
| 158     | 64.103      | Breitling             | D 158             | 26. September 1968 | • 1986 gerammt und abgewrackt |
| 216     | 64.104      | Landtief              | D 37 D 115        | 30. Oktober 1968   | • Übernahme durch WSA Stralsund • 1998 in die Niederlande verkauft und in Jonas umbenannt                                                                                            |
| 217     | 64.105      | Grasort               | D 27              | 15. November 1968  | • Auflieger in Kiel • 2004 in die Niederlande verkauft |
| 220     | 64.106      | Kollicker Ort         | D 38 D 116 Y 1653 | 29. November 1968  | • Übernahme durch Bundesmarine als Klasse 680/01 und am 20. März 1991 außer Dienst gestellt • 1991 nach Cuxhaven verkauft und in Hannes umbenannt • 1996 in die Niederlande verkauft |
| 221     | 64.107      | Esper Ort             | D 28 D 44         | 13. Dezember 1968  | • Übernahme durch Bundesmarine als Klasse 680/02 und am 31. Dezember 1991 außer Dienst gestellt • 1993 nach Hamburg verkauft                                                         |
| 222     | 64.108      | Palmer Ort            | D 39              | 19. Dezember 1968  | • Übernahme durch WSD Kiel • 1996 nach Frankreich verkauft und in Palm umbenannt • 2009 vor Ajaccio gesunken                                                                         |
| 3366    | 601.1       | Gellen                | D 33 D 112        | 1976               | • Übernahme durch WSA Stralsund • 2005 in die Niederlande verkauft und in Adriaan umbenannt • Seit 2007 als Noordkaap (IMO 9094432) in Rumänien registriert                          |
| 3367    | 601.3       | Arkona                | D 34 D 113        | 1976               | • Übernahme durch WSA Stralsund • 2006 in die Niederlande verkauft und dort als Arkona (IMO 8646379) in Fahrt                                                                        |
| 3368    | 601.2       | Darsser Ort           | D 22              | 1977               | • Übernahme durch WSA Stralsund • 2005 in die Niederlande verkauft und in Shadow umbenannt • Seit 2009 als DSV MV Bounty (IMO 9029970) in der Mongolei registriert                   |